# Historia plantarum (Théophraste)
Pour les articles homonymes, voir Historia plantarum.

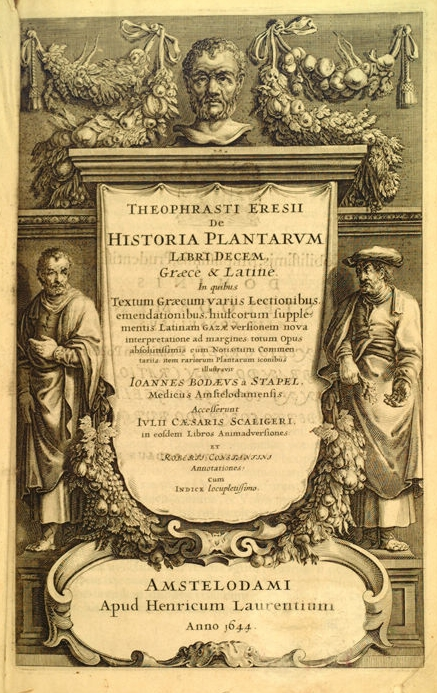
Frontispice d'une édition de 1644 de lHistoria plantarum.

Recherche sur les plantes (en grec ancien Περὶ Φυτῶν Ιστορίας, en latin Historia plantarum) est la forme française courante acceptée par les chercheurs d'un ouvrage aussi fautivement dénommé Histoire des plantes  sous lequel est connu un atlas de botanique composé de neuf livres, écrit par Théophraste au cours des IVe et IIIe siècles av. J.-C., et paru sur plusieurs années à partir de -314. Les livres VI, VII et VIII traitent des sous-arbrisseaux et des plantes herbacées.
L’ouvrage est une encyclopédie des plantes connues à l’époque, dans laquelle est esquissée une taxinomie, ainsi qu'une classification élémentaire des « éléments » des plantes. Au Moyen Âge, l'œuvre de Théophraste n'était connue qu'indirectement, au travers de citations dans Pline l'Ancien. Les botanistes l'ont redécouverte à la Renaissance, et leurs premières œuvres consistaient largement en commentaires de Dioscoride et de Théophraste. L’ouvrage fut la référence en matière de botanique pendant plusieurs siècles, et fut complété ultérieurement au XVIIe siècle par le botaniste Giovanni Bodeo da Stapelio (1602-1636), qui y ajouta son Commentarius et des dessins, dans une édition publiée à Amsterdam en 1644 à titre posthume. Pline l'Ancien situe en effet l’Histoire d’Alexandre entre les Histoires Philippiques de Théopompe (achevées sous le règne d’Alexandre) et l’Histoire des plantes de Théophraste. Cette chronologie, sujette à caution, est relativement vague. Il faut signaler que tous les éléments de l'ouvrage ne sont vraisemblablement pas tous écrits par Théophraste lui-même et que, de surcroit, certains passages cités par d'autres écrivains comme prétendument tirés d’ouvrages botaniques de Théophraste ne proviennent ni de Causes des plantes, ni de Histoire des plantes. Les deux ouvrages Causes des plantes et Histoire des plantes sont tous deux extraits du Vaticanus Urbinas Gr. 61.
Le titre de l’ouvrage comprend le mot « Ἱστορία » , du grec Ἱστορία / historía — littéralement « enquête, recherche, exploration », de ἵστωρ, « celui qui sait, qui connaît » et n'a pas le sens courant du mot histoire en français moderne ; d'où le fait que les chercheurs refusent de traduire le titre par « Histoire des plantes ».

## Composition

### Livre I: Morphologie des Plantes
Dans le livre I, Théophraste aborde ses observations concernant la nature spécifique du végétal, sa multiplication et sa croissance, sa floraison et sa fructification. Théophraste fait un inventaire et un plan.

### Livre II: Procédés de multiplication végétales
Le livre II est consacré aux facteurs externes tels que les conditions météorologiques et en rapport avec les sols, ou encore les influences des plantes voisines.

### Livre III: Espèces d’arbres et d’arbrisseaux sauvages
Ce livre porte sur les phénomènes provoqués par l’intervention de l’homme. Théophraste marque une méfiance vis-à-vis des théories et de la pensée spéculative, il marque son intérêt particulier pour les « aspects reconnus et manifestes » des phénomènes naturels, qu’il examine sur le terrain et décrit de manière méthodique sans chercher à les interpréter en fonction d’un déterminisme donné.

### Livre IV: Les végétaux et l’environnement
Ce livre prolonge le précédent. Théophraste, dans ce livre IV, décrit ses observations concernant la nature spécifique du végétal (multiplication et croissance ; floraison et fructification) et aborde la nature des vents, également abordés au Livre I de son Causes des plantes, dont le vent du nord-est, qui change de nature en passant de l’île d’Eubée au mont Olympe, d’où il passe de froid et sec à une nature qui brûle par le froid. Ce même vent change de caractère en passant de Rhodes à Cnide.

### Livre V: Les bois
Le thème de ce livre est le bois. Selon ce que Théophraste y a écrit, les échafaudages sont connus des Grecs sous le nom d’ikríon, généralement au pluriel : on les retrouve dans les ouvrages de Théophraste, qui recommande le figuier pour les échafaudages, comme pour tout support vertical.

### Livre IX: Les sèves et utilisations médicales
Ce livre est consacré à des produits végétaux aromatiques, indigènes ou étrangers, destinés à des usages médicaux ou cosmétiques, ou condimentaires, entre autres, pour près du tiers des chapitres.